# North London Tramways
Die North London Tramways Company war ein Betreiber von Pferdebahnen und Dampfstraßenbahnen im Norden Londons. Die Gesellschaft betrieb von 1881 bis 1891 normalspurige Strecken mit einer Gesamtlänge von 19,6 Kilometern. Die Strecken wurden 1891 durch die North Metropolitan Tramways aufgekauft und gingen später im Netz der Straßenbahn London auf.

## Geschichte
Zunächst wurde 1878 die North London Suburban Tramway Company Ltd. gegründet. Sie erhielt 1879 die Konzession zum Bau und Betrieb einer Pferdebahn von Stamford Hill über Tottenham und Edmonton nach Ponders End, die 1881 und 1882 abschnittsweise eröffnet wurde. Auch eine Verlängerung nach Cheshunt war im Gespräch, wurde jedoch nicht weiter verfolgt. Im August 1881 kamen die Konzessionen für zwei neue Strecken von Finsbury Park nach Tottenham (Seven Sisters Corner) und von der Kreuzung Manor House nach Wood Green hinzu, die 1885 bzw. 1887 eröffnet wurden. Diese beiden Strecken wurden als Dampfstraßenbahnen eröffnet, was der Bahngesellschaft 1883 genehmigt worden war. Am 10. August 1882 wurde die Gesellschaft in North London Tramways Company umgegründet.
Die bestehende Strecke von Stamford Hill nach Ponders End wurde am 1. April 1885 auf Dampfbetrieb umgestellt, wobei noch bis 31. Mai 1885 Pferdebahnen zur Unterstützung verkehrten. Mit Eröffnung der Strecke nach Finsbury Park fuhren auf dem Abschnitt von Stamford Hill nach Seven Sisters nur noch unregelmäßig Bahnen, zeitweise war der Betrieb ganz eingestellt. Die Hauptlinie führte nun von Finsbury Park nach Ponders End.
Folgende Streckenabschnitte wurden von der Bahngesellschaft gebaut:
| Datum             | Strecke |
| ----------------- | --- |
| 10. April 1881    | Grenze Tottenham/Edmonton (Südende der Fore Street) – Fore Street – Edmonton Green – Hertford Road – Edmonton, Tramway Avenue |
| 16. Mai 1881      | Tottenham, High Cross (Ecke Monument Way) – High Road – Grenze Tottenham/Edmonton                                             |
| 4. Juni 1881      | Stamford Hill (Clapton Common) – Stamford Hill – High Road – Tottenham, High Cross                                            |
| 7. Januar 1882    | Edmonton, Tramway Avenue – Hertford Road – Ponders End, Grenze (Nordende der Hertford Road)                                   |
| 24. Oktober 1885  | Manor House – Seven Sisters Road – Tottenham, Seven Sisters Corner (High Road/Seven Sisters Road)                             |
| 12. Dezember 1885 | Bahnhof Finsbury Park – Seven Sisters Road – Manor House                                                                      |
| 24. Dezember 1887 | Manor House – Green Lanes – High Road – Wood Green, Rathaus (Ecke Truro Road)                                                 |

Der Zustand der Gleisanlagen und der Dampfloks verschlechterte sich, Entgleisungen der für den Gleisoberbau zu schweren Dampfloks wurden immer häufiger und 1891 lief die Konzession für den Dampfbetrieb aus. Die Bahngesellschaft hatte zudem finanzielle Probleme und meldete am 9. Juni 1890 freiwilligen Konkurs an. Die Bahn stand zum Verkauf und mit Wirkung vom 1. August 1891 übernahm die North Metropolitan Tramways Company provisorisch den Betrieb. Der Dampfbetrieb wurde gleichzeitig eingestellt und die Strecken von Edmonton (Tramway Avenue) bis Ponders End und von Wood Green, Watsons Road (nördlich des heutigen U-Bahnhofs Wood Green) bis Wood Green, Rathaus stillgelegt. Die verbleibenden Strecken wurden nun als Pferdebahnen betrieben. 1902 bildeten sie den Grundstock des Netzes der Metropolitan Electric Tramways, die 1933 in die Straßenbahn London eingegliedert wurden. Die Strecken wurden schließlich 1938/39 stillgelegt und die Fahrgastbeförderung durch den Oberleitungsbus London übernommen.

## Strecken
Die Strecken waren größtenteils eingleisig mit Ausweichen angelegt. Lediglich der Abschnitt von Seven Sisters Corner bis etwa zur Ortsgrenze Tottenham/Edmonton mit Ausnahme zweier kurzer eingleisiger Abschnitte am High Cross und am Bruce Grove in Tottenham sowie der Abschnitt von Finsbury Park bis kurz vor die Kreuzung Manor House waren zweigleisig.

## Betriebshöfe
Die Bahn verfügte über zwei Betriebshöfe. 1881 wurde in Lower Edmonton das erste und größte Depot eröffnet. Die Zufahrtsstraße zum Betriebshof war neu gebaut worden und heißt noch heute Tramway Avenue. Der Betriebshof blieb bis zur Stilllegung der Straßenbahn erhalten. 1885 wurde außerdem ein kleines zweigleisiges Depot an der Seven Sisters Road gebaut. Es befand sich südlich der Eisenbahnbrücke der Tottenham and Hampstead Junction Railway nahe der Kreuzung mit der St. Ann’s Road und westlich der Seven Sisters Road. Die Zufahrt erfolgte über eine kurze Betriebsstrecke durch die heute überbaute Kingsford Terrace. Das Depot an der Seven Sisters Road wurde 1895 aufgegeben und durch ein größeres Depot in Wood Green ersetzt, das als Busbetriebshof noch heute existiert.

## Fahrzeuge
Zur Eröffnung der Bahn standen zwölf Einspänner mit je 20 Sitzplätzen zur Verfügung. Acht weitere dieser Wagen wurden bis Ende 1881 beschafft. Nachdem der Pferdebahnbetrieb 1885 eingestellt worden war, wurden die Wagen verkauft. Für den Dampfbetrieb beschaffte die Gesellschaft zunächst 14 Dampflokomotiven von der Firma Merryweather and Sons (Produktionsnummern 142 bis 155). Daneben wurden 20 doppelstöckige Anhänger von den Falcon Engine and Car Works beschafft, die ein offenes Oberdeck hatten. Noch 1885 kam eine weitere Dampflok von Merryweather hinzu (Produktionsnummer 164), die etwas leistungsfähiger war. 1886 bzw. 1887 kaufte die Bahngesellschaft zehn Loks von Kerr and Company sowie sieben zusätzliche Anhänger von Falcon. Alle diese Fahrzeuge wurden mit Aufgabe des Dampfbetriebs und Übernahme durch die North Metropolitan Tramways verkauft oder verschrottet.